# Rula Ghani
Rula Ghani (nacida como Rula Saade; nombre afgano: Bibi Gul) es la esposa del ex presidente de Afganistán, Ashraf Ghani.
En 2015 Rula fue incluida en el Time 100, la lista de las personas más influyentes por la revista Time.